# Сан-Хосе-де-Уре
Сан-Хосе-де-Уре (исп. San José de Uré) — город и муниципалитет на севере Колумбии, на территории департамента Кордова.

## История
Поселение, из которого позднее вырос город, было основано в 1849 году. Муниципалитет Сан-Хосе-де-Уре был выделен в отдельную административную единицу в 2007 году

## Географическое положение

Муниципалитет Сан-Хосе-де-Уре

Город расположен в юго-восточной части департамента, в пределах Прикарибской низменности, на правом берегу реки Уре, на расстоянии приблизительно 110 километров к юго-востоку от города Монтерии, административного центра департамента. Абсолютная высота — 98 метров над уровнем моря.
Муниципалитет Сан-Хосе-де-Уре граничит на севере и северо-востоке с территорией муниципалитета Монтелибано, на западе — с муниципалитетом Пуэрто-Либертадор, на юге и востоке — с территорией департамента Антьокия. Площадь муниципалитета составляет 516,19 км².

## Население
По данным Национального административного департамента статистики Колумбии, совокупная численность населения города и муниципалитета в 2015 году составляла 10 993 человека.
Динамика численности населения муниципалитета по годам:
| 2008   | 2009   | 2010   | 2011   | 2012   | 2013   | 2014   | 2015   |
| ------ | ------ | ------ | ------ | ------ | ------ | ------ | ------ |
| 10 032 | 10 133 | 10 245 | 10 376 | 10 514 | 10 664 | 10 823 | 10 993 |

## Экономика
Основу экономики Сан-Хосе-де-Уре составляют сельское хозяйство и золотодобыча.